# Демидовка (Жмеринский район)
Деми́довка (укр. Демидівка) — село на Украине, находится в Винницком районе Винницкой области.
Код КОАТУУ — 0521080603. Население по переписи 2001 года составляет 940 человек. В 2023 году в селе проживало 684 человека. Почтовый индекс — 23140. Телефонный код — 4332.
Занимает площадь 3,38 км².
В селе действует храм Покрова Пресвятой Богородицы Жмеринского благочиния Винницкой епархии Украинской православной церкви.

## Адрес местного совета
23140, Винницкая область, Винницкий р-н, с. Демидовка, ул. Ленина, 1